# Sune Sundahl

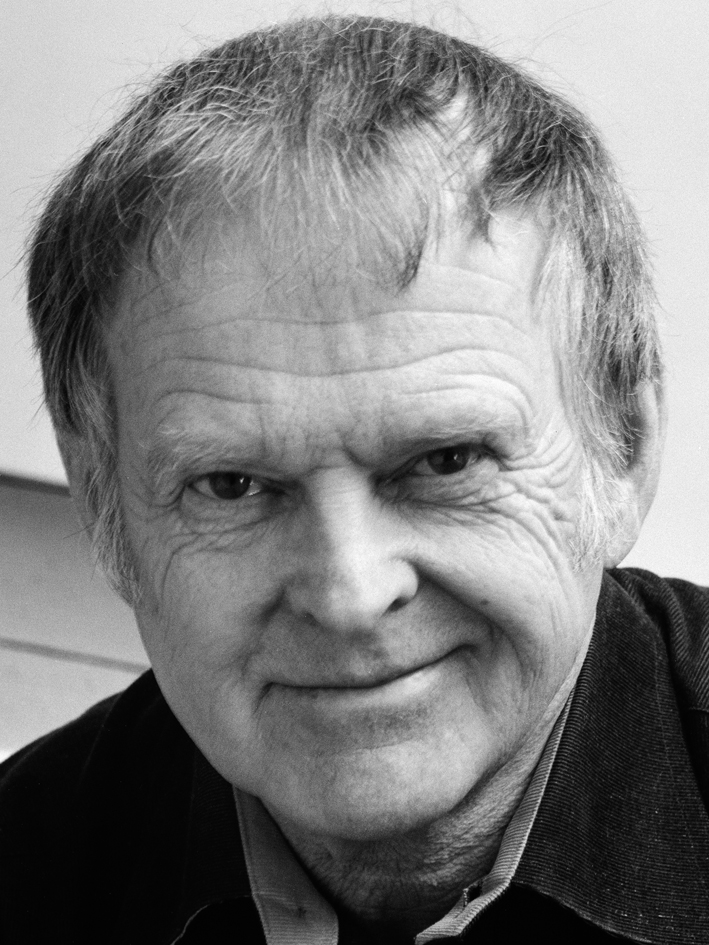
Sune Sundahl (självporträtt).

Sune Sundahl, född 14 januari 1921 i Stockholm, död 16 december 2007 i Vagnhärad, var en svensk fotograf med inriktning på arkitektur och konsthantverk. Han var son till arkitekten Eskil Sundahl.

## Liv och verk

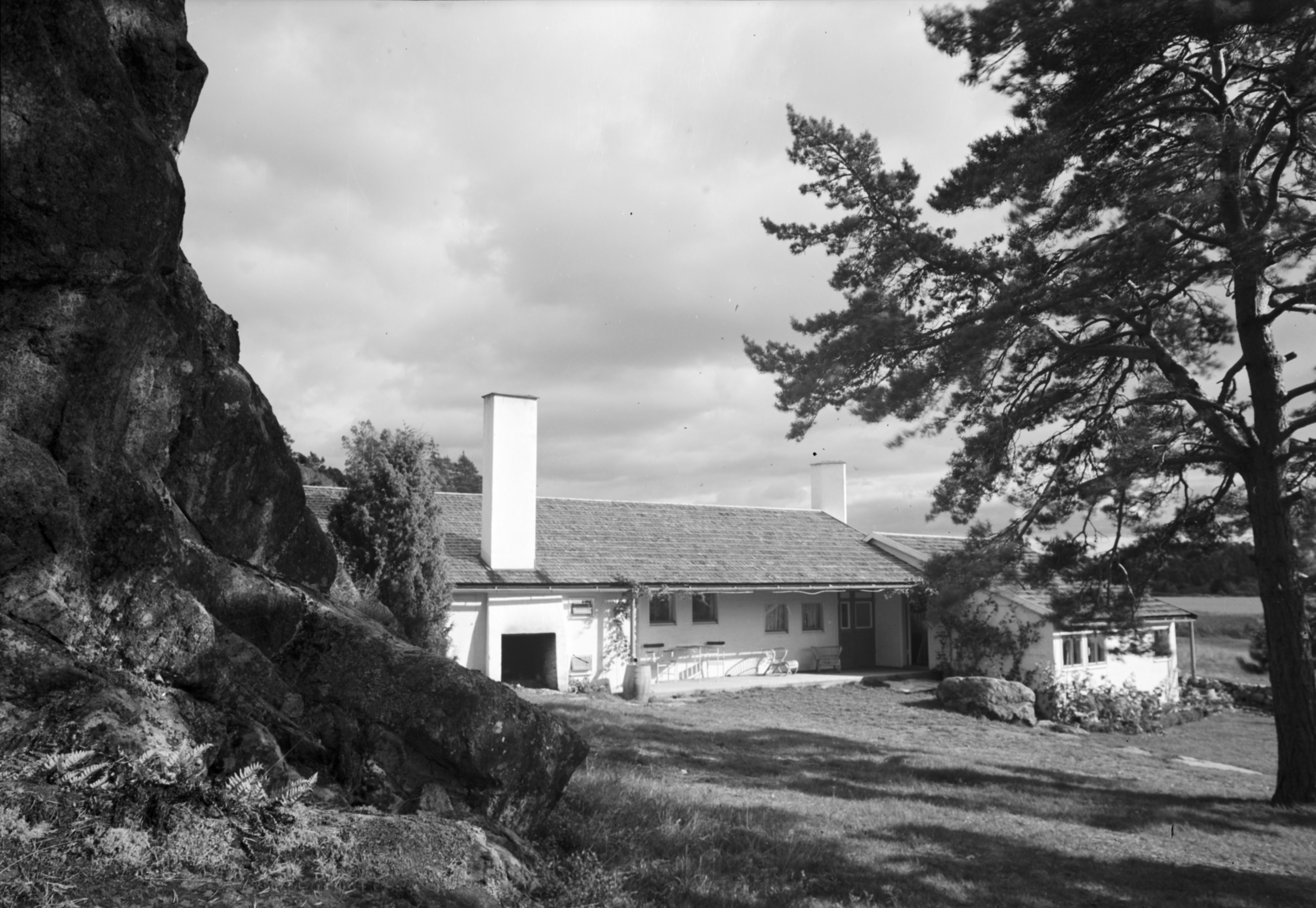
Sundahls första fotouppdrag: Stennäs sommarhus, 1937.

Istället för att gå i faderns, Eskil Sundahls, fotspår att gestalta och rita byggnader valde Sune Sundahl att fotografera dem. Sundahl hade planerat att utbilda sig till fotograf i USA, men på grund av andra världskriget fick resan inställas. Istället inledde han studier vid Stockholms yrkesskolor på Kungsholmen, för att sedan börja arbeta hos fotografen Arne Wahlberg. Efter ett och ett halvt års arbete där, följd av värnpliktstjänstgöring, började Sundahl egen fotografverksamhet med egen studio. Hans första uppdrag fick han 1937 och var att fotografera arkitekten Gunnar Asplunds eget Stennäs sommarhus på Lisö i Nynäshamns kommun. Uppdraget ledde till att Sundahls okonstlade bildspråk kom att uppmärksammas av olika svenska arkitektbyråer och även av tidskrifter som ägnade sig åt arkitektur och formgivning.
Det innebar att hans arkitekturfotografier täcker en historisk period från slutet av 1930-talet till 1990-talets början. Han dokumenterade allt från statliga och offentliga byggnader till privatvillor. Många av hans bilder finns som illustrationer till byggnadsartiklar i exempelvis facktidskriften Arkitektur / Byggmästaren. Andra uppdragsgivare var HSB, Albert Bonniers förlag, Norstedts förlag och Svenska slöjdföreningens tidskrift Form.  Arkitekt- och ingenjörskontoret KFAI anlitade honom, Sundahls far Eskil var chef där mellan 1924 och 1958. Sundahl hämtades alltid då en byggnad av Ralph Erskine stod klar att avfotograferas. Han skapade även ett känt porträtt av Erskine.
År 1988 förvärvade Arkitekturmuseet, nuvarande ArkDes i Stockholm cirka 196 000 av Sundahls negativ bestående av glasplåtar och mellanformatsnegativ (bilder i formatet 9×12, 6×9, 6×6 cm). Samlingen anses vara unik i sitt slag och är museets mest omfångsrika. Originalkopior av fotografen finns dessutom i vissa samlingar som donerades av arkitekter och arkitektkontor. Genom ett samarbete mellan ArkDes och Stiftelsen Föremålsvård i Kiruna kommer samtliga glasplåtar att skannas in och så småningom bli tillgängliga för allmänheten i museets databas på nätet.

## Bilder
Några av Sune Sundahls arkitekturbilder i urval.

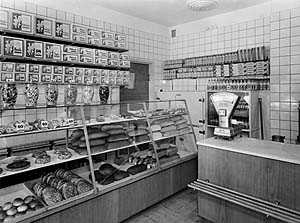
KF:s mjölk, och brödbutik på Lidingö, 1938
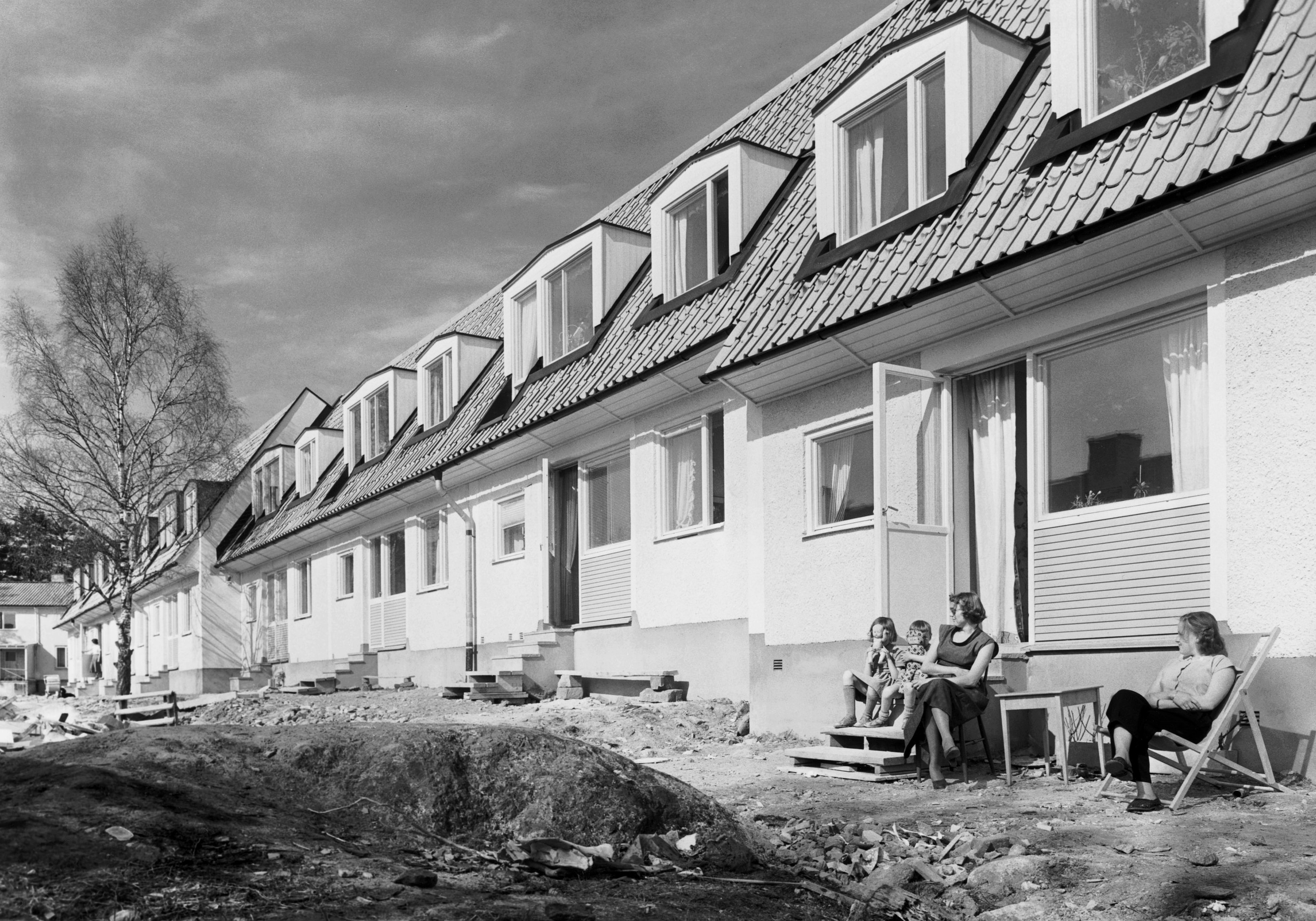
Skönstaholm, 1951
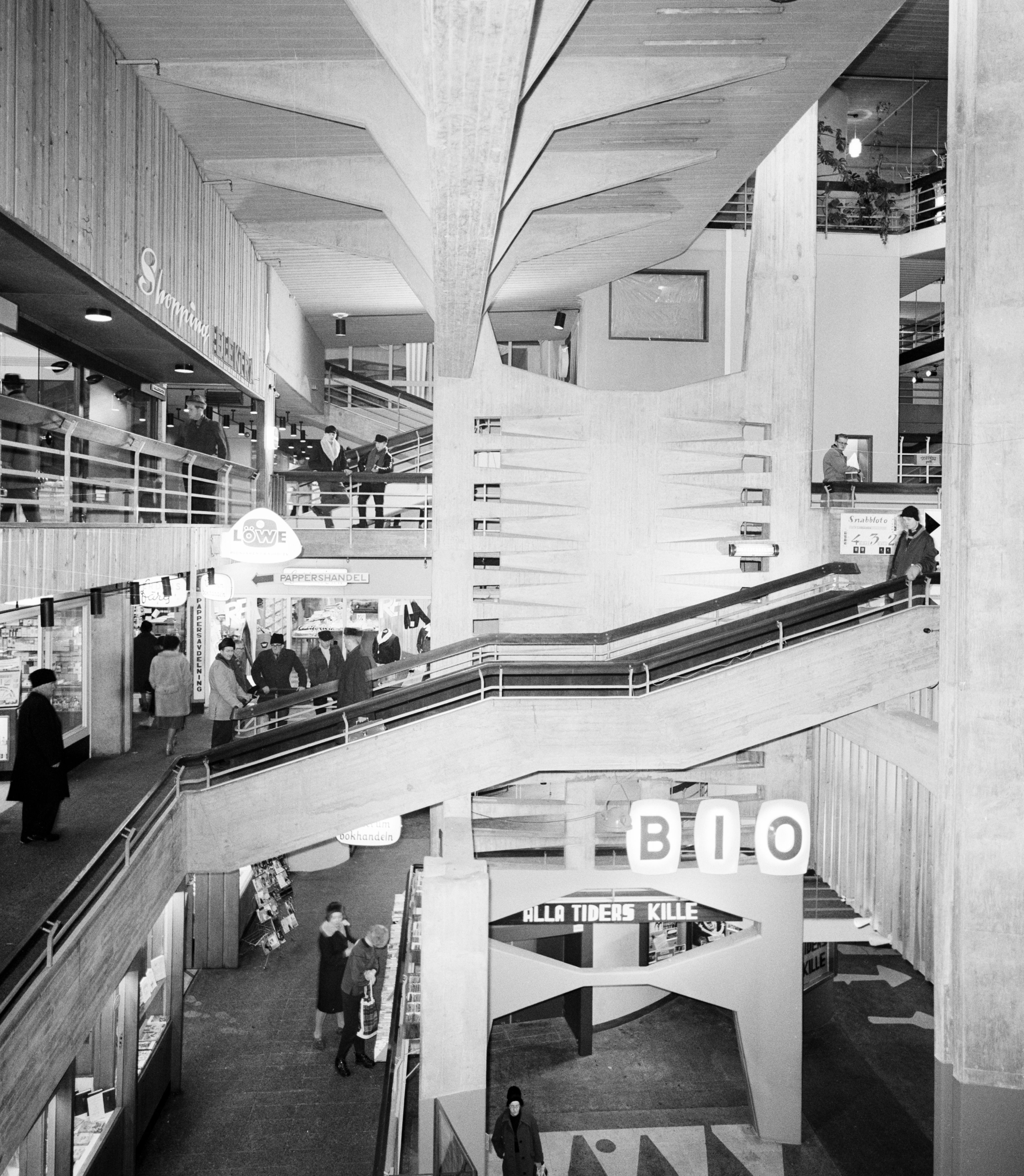
Shopping, Luleå, 1955
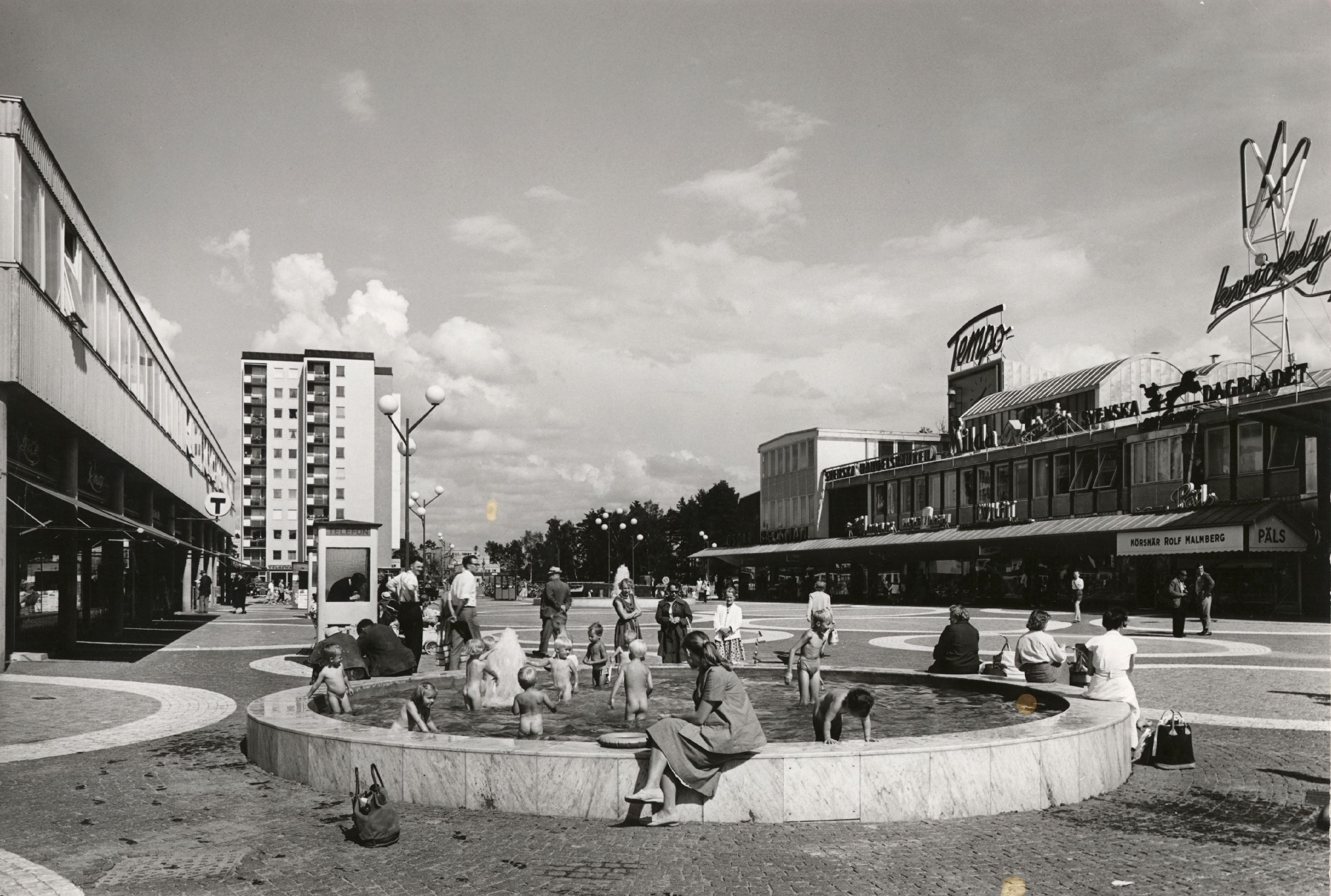
Vällingby centrum, 1955
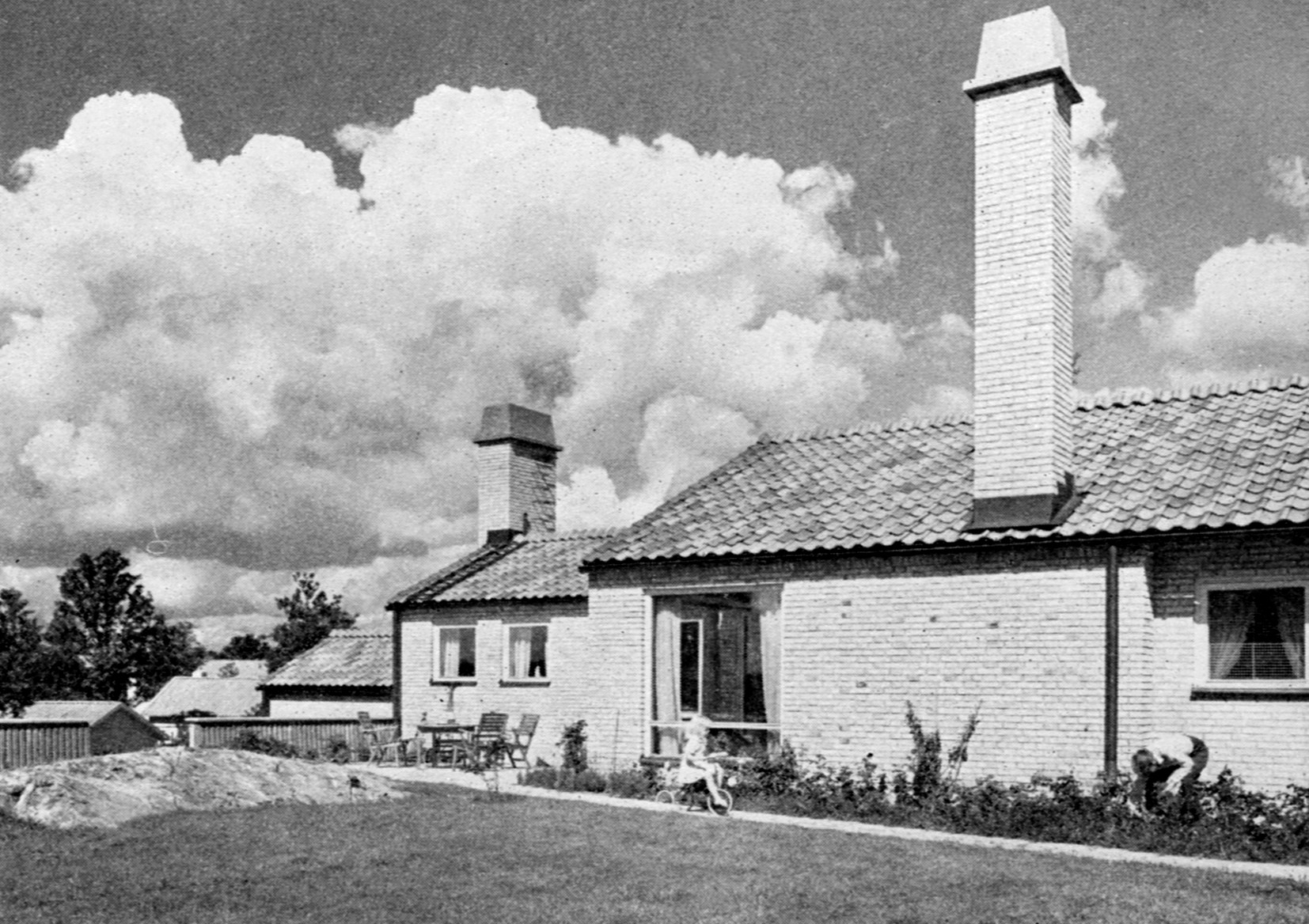
Villa Sundahl, 1956
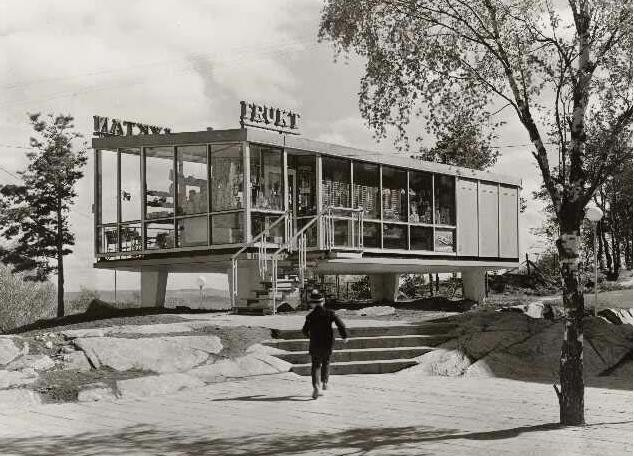
"Lyktan" i Kortedala, 1956
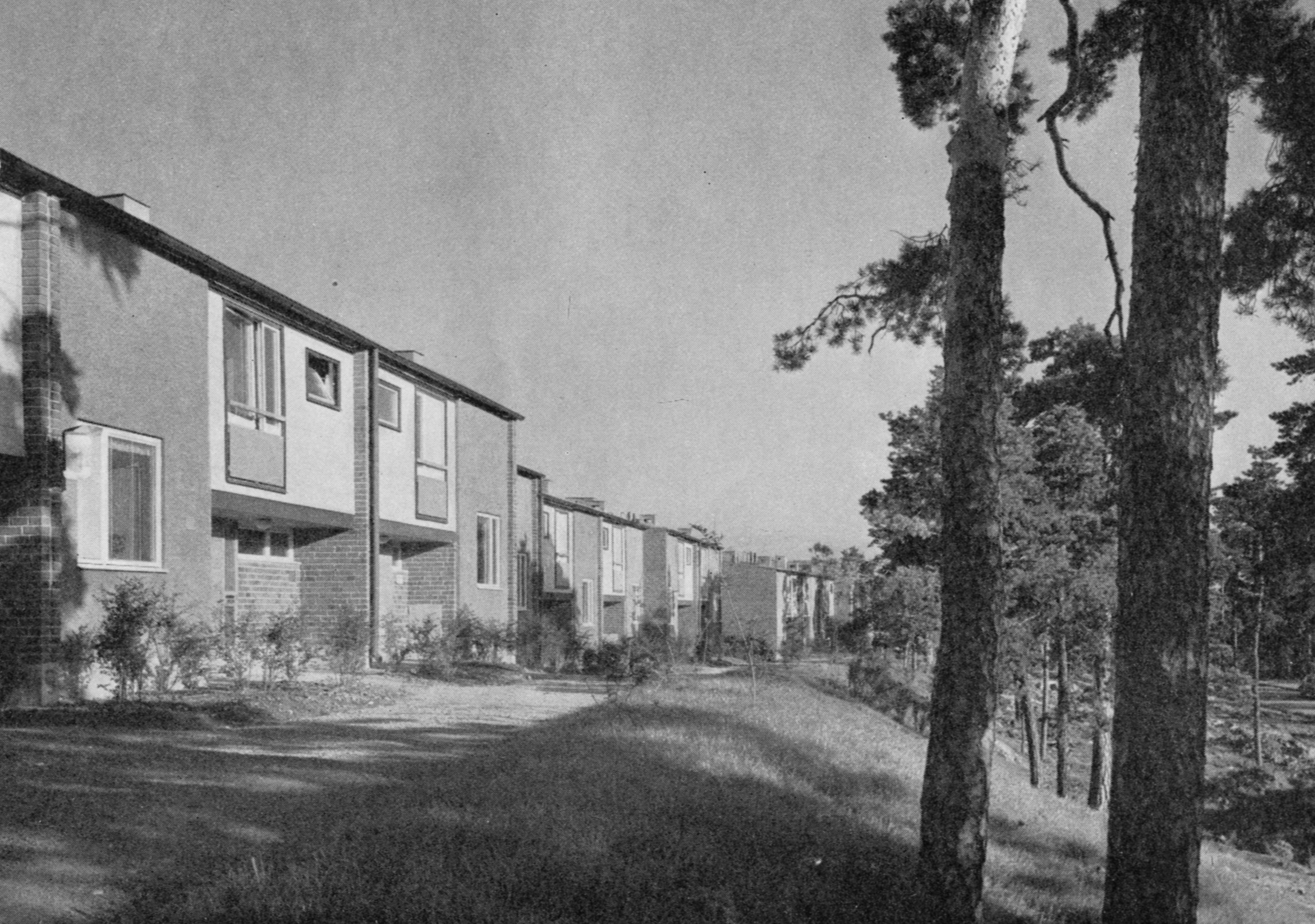
Riksrådsvägen, 1956
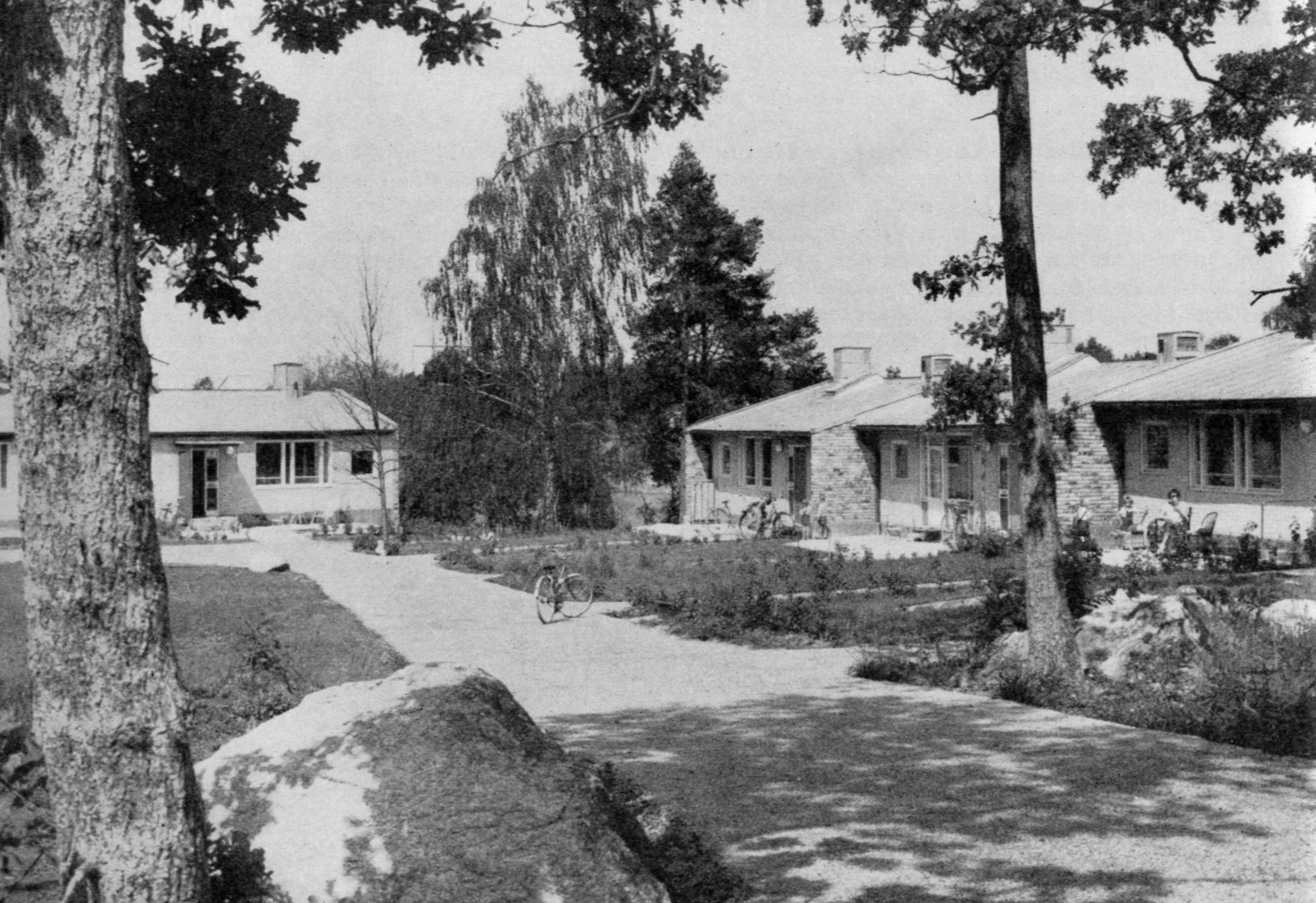
Atlantisområdet, 1956